# Chonville-Malaumont
Chonville-Malaumont ist eine französische Gemeinde mit 204 Einwohnern (Stand: 1. Januar 2022) im Département Meuse in der Region Grand Est (bis 2015 Lothringen). Die Gemeinde liegt im Kanton Commercy im Arrondissement Commercy.

## Geografie
Chonville-Malaumont liegt etwa 50 Kilometer westlich des Stadtzentrums von Nancy. Umgeben wird Chonville-Malaumont von den Nachbargemeinden Grimaucourt-près-Sampigny im Nordwesten und Norden, Vadonville im Norden, Lérouville im Nordosten und Osten, Commercy im Osten und Süden, Saulvaux im Süden, Saint-Aubin-sur-Aire im Süden und Südwesten sowie Erneville-aux-Bois im Westen.

## Bevölkerungsentwicklung
| Jahr                       | 1962 | 1968 | 1975 | 1982 | 1990 | 1999 | 2006 | 2019 |
| Einwohner                  | 214  | 177  | 172  | 171  | 178  | 157  | 162  | 206  |
| Quellen: Cassini und INSEE |      |      |      |      |      |      |      |      |

## Sehenswürdigkeiten
- Kirche Saint-Brice in Chonville, seit 1914 Monument historique
- Kirche Saint-Martin in Malaumont, seit 1908 Monument historique
- Kapelle von Morville

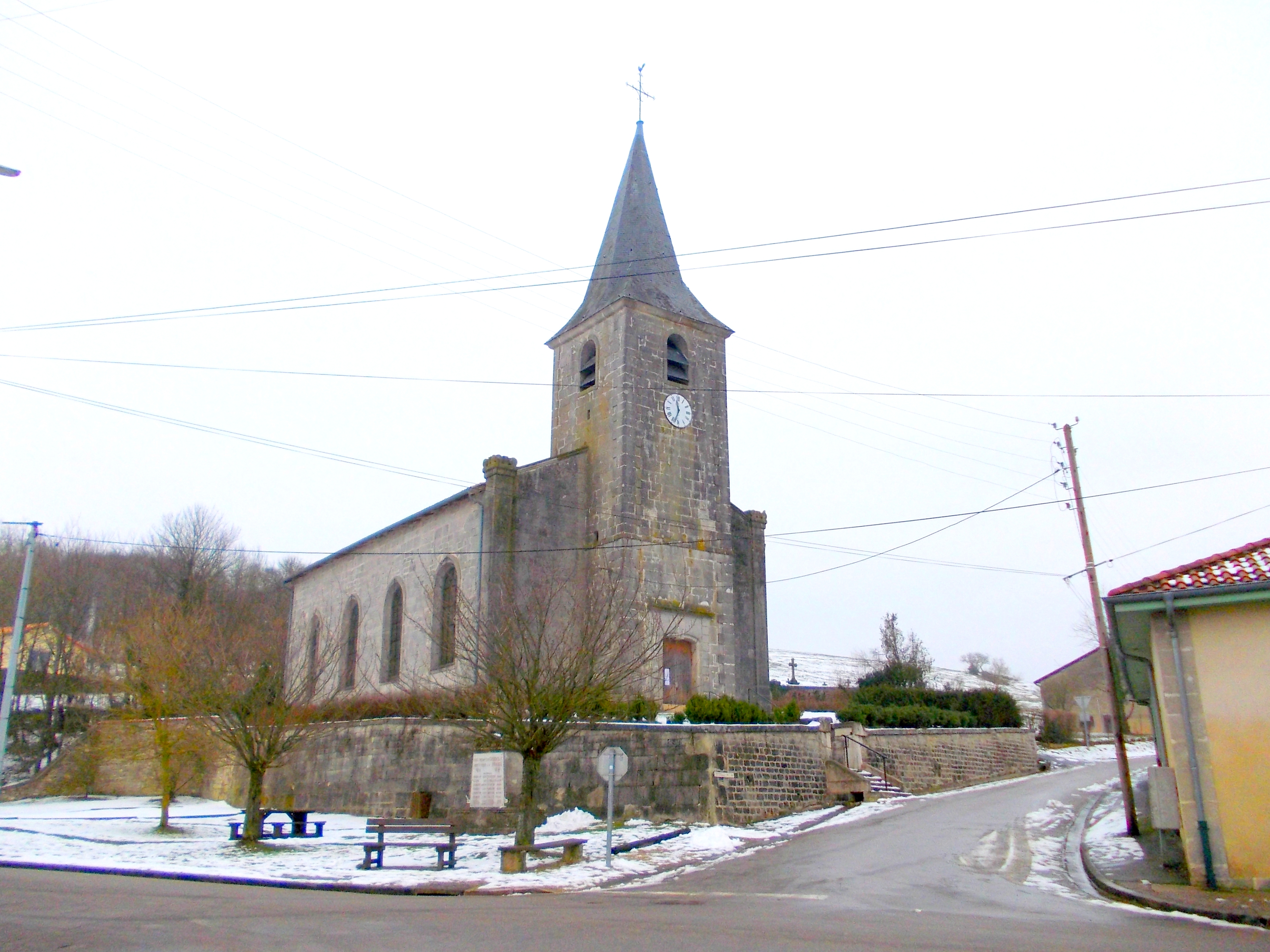
Kirche Saint-Brice
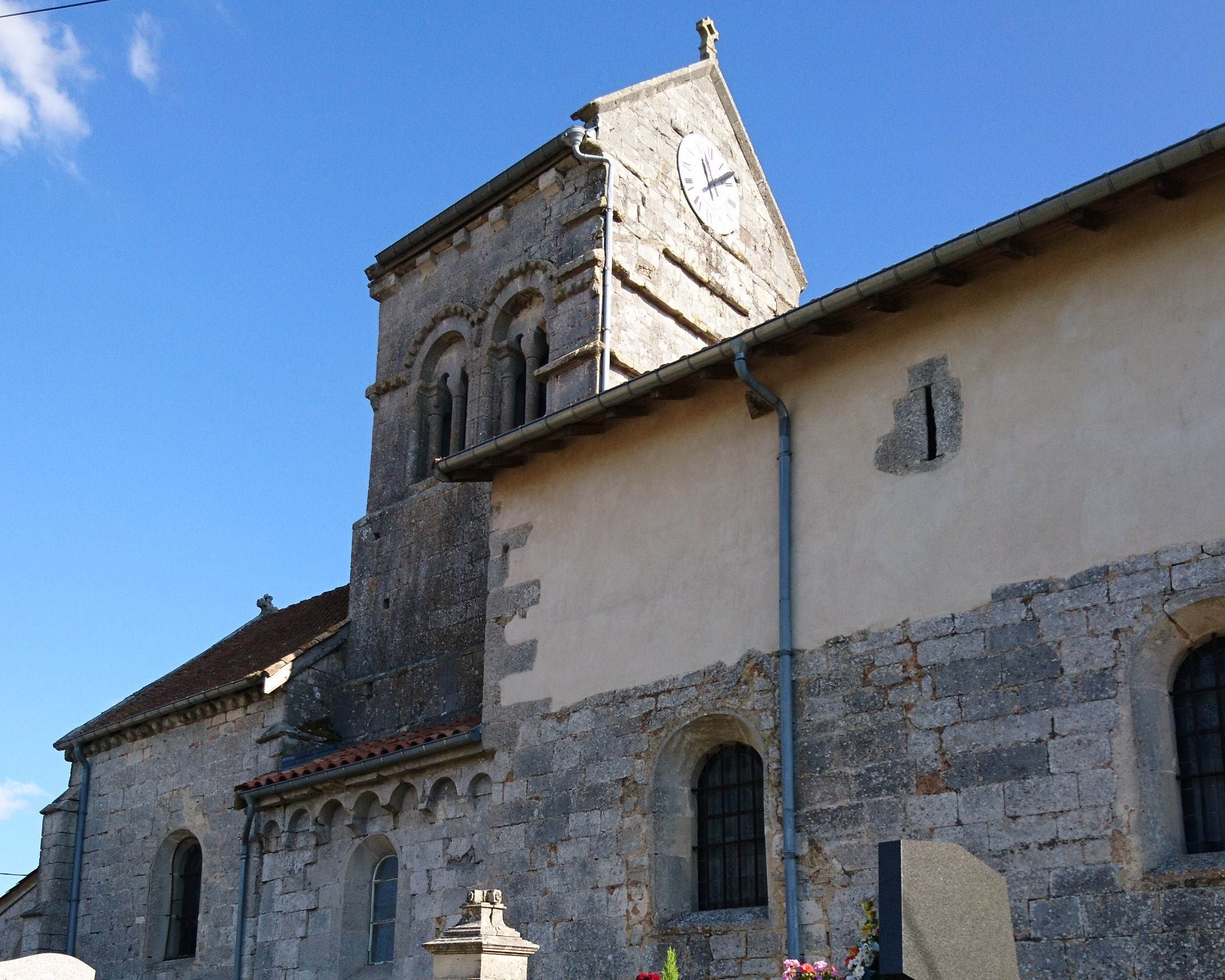
Kirche Saint-Martin